# Rallye Dakar 1981

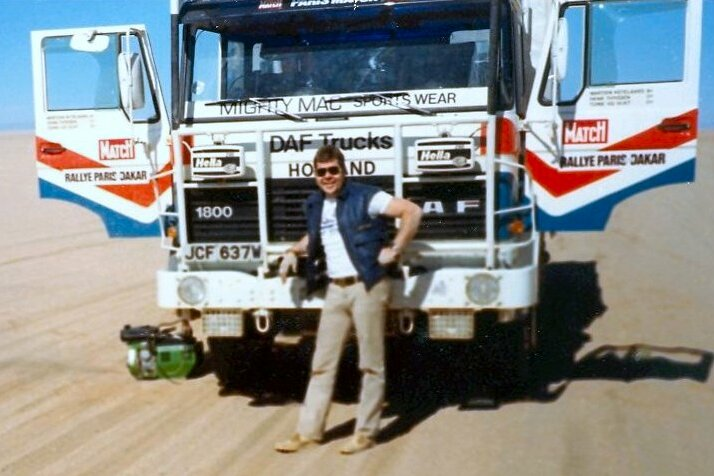
Henk Thijssen auf DAF 1800 4x4

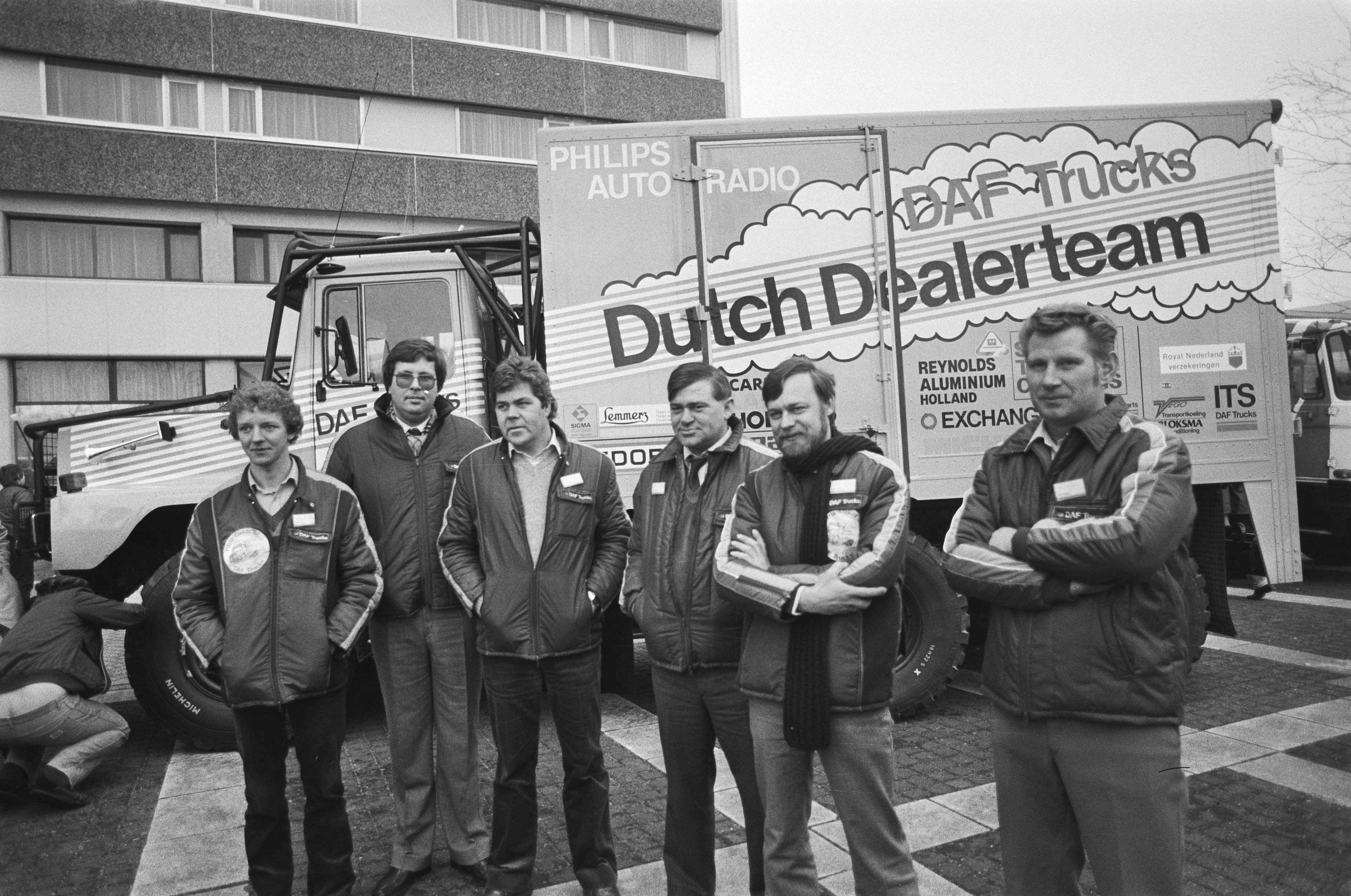
DAF 2800 6x6 Service LKW mit u. a. Jan de Rooy (4. v. l.)

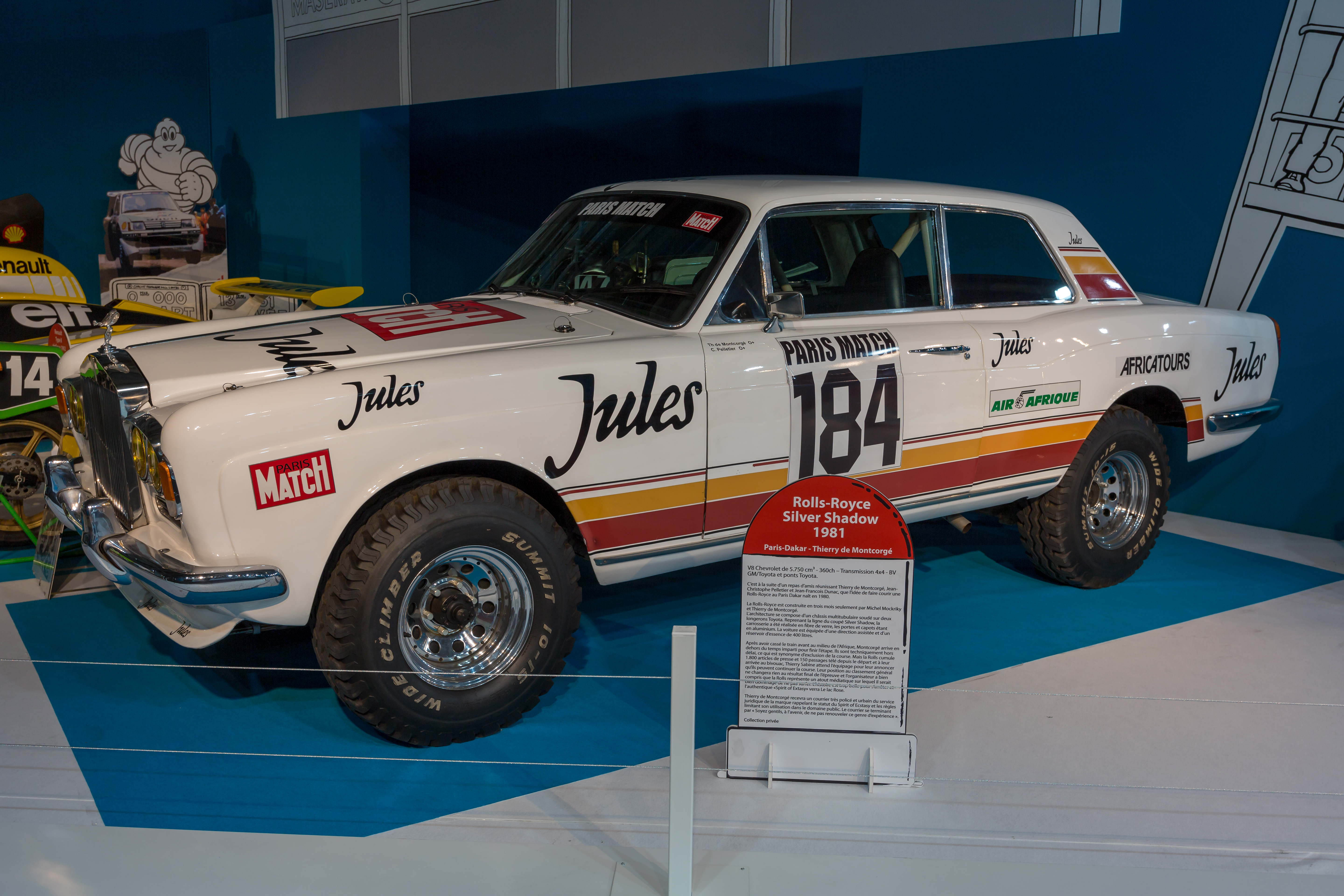
Der von Christian Dior gesponserte Rolls-Royce mit Namen Jules beim Pariser Autosalon 2018

Die Rallye Dakar 1981 (Dakar 1981) war die dritte Ausgabe der Rallye Dakar. Sie begann am 1. Januar 1981 in Paris und endete am 20. Januar 1981 in Dakar.
Die Strecke führte über  6263 Kilometer durch Frankreich, Algerien, Mali, Obervolta, Elfenbeinküste und Senegal.

## Teilnehmer
Von den 291 gestarteten Fahrzeugen (170 Autos, 106 Motorräder und 15 Lkw) erreichten 91 das Ziel in Dakar innerhalb der Wertungszeit (60 Autos, 28 Motorräder und 3 Lkw).
Erstmals dabei waren der mehrfache Le-Mans-Sieger Jacky Ickx und sein Beifahrer, der Schauspieler Claude Brasseur. Ein Überschlag mit ihrem Citroën CX auf der letzten Etappe führte jedoch zu ihrem Ausscheiden.
Thierry de Montcorgé startete in einem von Christian Dior gesponserten Rolls-Royce mit Namen Jules (benannt nach der damals aktuellen Herrenkollektion), welcher für die Rallye massiv umgebaut worden war. Auch er schaffte es jedoch nicht bis nach Dakar.
Ältester Teilnehmer war der damals 67-jährige Georges Houel (1913–2008), der in einem Renault 30 an den Start ging. Houel war ab den 1930er Jahren ein erfolgreicher Leichtathlet und Rugbyspieler und fuhr ab 1946 Motorradrennen. Ab 1954 widmete er sich dem Rallyesport, wo er ebenfalls Erfolge feiern konnte. Wie aber schon bei seiner ersten Teilnahme 1979 schied er auch diesmal vorzeitig aus der Rallye Dakar aus.
Sieger bei den Motorrädern wie auch im Gesamtklassement wurde erstmals Hubert Auriol, der diesmal mit einer BMW GS 800 angetreten war. Bei den Autos gewann René Metge auf einem Range Rover V8 und bei den Trucks war es Adrien Villette, der mit einem ALM-ACMAT als erster das Ziel erreichte.
Schnellste Frau wurde Christine Martin, welche mit ihrer Honda 250 XLS den 10. Platz der Motorradwertung erreichte. Bis zu ihrem schweren Sturz auf der letzten Etappe hatte sie sogar noch auf dem 6. Platz gelegen.

## Zwischenfälle
Dem Sieger der beiden Vorjahre, Cyril Neveu, riss nach nur 30 Metern Fahrt die Kette, was ihn 25 Minuten kostete. Ein Motorschaden auf einer frühen Etappe in Afrika führte schließlich dazu, dass er in diesem Jahr nur den 25. Platz der Motorradwertung belegte.
Zu einem tödlichen Unfall kam es am 6. Januar in der Nähe von In Salah, als drei Italiener (Giuseppe De Tommaso, 25, Journalist für das Motosprint-Magazin, der Mechaniker Franco Druetta, 36, sowie Andrea Carisi, 30, beide vom Iveco-Team) mit ihrem Fiat Campagnola von der Straße abkamen und sich mehrfach überschlugen. Die drei wurden rund eine halbe Stunde nach dem Unglück von einem deutschen Touristen tot aufgefunden.